# Tosin Adarabioyo
Abdul-Nasir Oluwatosin "Tosin" Adarabioyo, född 24 september 1997 i Manchester, är en engelsk fotbollsspelare (mittback) som spelar för Chelsea.

## Karriär
Den 3 augusti 2018 lånades Adarabioyo ut till West Bromwich Albion på ett låneavtal över säsongen 2018/2019. Den 31 juli 2019 lånades han ut till Blackburn Rovers på ett låneavtal över säsongen 2019/2020. 
Den 5 oktober 2020 värvades han av Fulham, där han skrev på ett treårskontrakt med option på ytterligare ett år.
Den 7 juni 2024 värvades Adarabioyo av Chelsea, där han skrev på ett fyraårskontrakt.

## Familj
Tosin Adarabioyo är bror till fotbollsspelaren Fisayo Adarabioyo.